# ハーヴェスト (アルバム)
『ハーヴェスト』（Harvest）は、ニール・ヤングの4作目となるソロ・アルバムである。

## 解説
10曲中7曲はカントリーの聖地であるナッシュビルで録音され、全体的にカントリー調に仕上げられている。本アルバムと収録曲の「孤独の旅路」は全米No.1に輝いた。
「ローリングストーン誌が選ぶオールタイム・グレイテスト・アルバム500」において第72位。
前作に収録されている「サザン・マン」や本作収録の「アラバマ」ではアメリカ南部における黒人差別や搾取をストレートに批判している。これにレーナード・スキナードが「アラバマを擁護する」と反応し、「スウィート・ホーム・アラバマ」を書いたという。

## 収録曲
Side 1
1. 週末に - "Out on the Weekend"
2. ハーヴェスト - "Harvest"
3. 男は女が必要 - "A Man Needs a Maid"
4. 孤独の旅路 - "Heart of Gold"
5. 国のために用意はいいか？ - "Are You Ready for the Country"

Side 2
1. オールド・マン - "Old Man"
2. 世界がある - "There's a World"
3. アラバマ - "Alabama"
4. ダメージ・ダン - "The Needle and the Damage Done"
5. 歌う言葉 - "Words (Between the Lines of Age)"

## リイシュー
2002年、5.1chサラウンド・ミックスを収録したDVD-Audioが発売された。